# Patu (kommun)
Patu är en kommun i Brasilien.   Den ligger i delstaten Rio Grande do Norte, i den östra delen av landet, 1 600 km nordost om huvudstaden Brasília. Antalet invånare är 11 964.
Följande samhällen finns i Patu:
- Patu

Omgivningarna runt Patu är huvudsakligen savann. Runt Patu är det ganska glesbefolkat, med 30 invånare per kvadratkilometer.